# Língua nianja
A língua nianja, cinianja, cheua ou chewa (Chinyanja, Chichewa) é uma língua africana falada principalmente no Maláui, onde  é sua língua oficial ao lado do inglês, e também na Zâmbia, no Zimbábue e em Moçambique. Pertence à família das línguas nigero-congolesas, sendo do ramo das línguas bantas.
Em Moçambique, é uma das línguas faladas na província do Niassa, na parte norte da província de Tete e ocidente das províncias de Nampula e Zambézia no norte de Moçambique.
O nome da língua "nianja", tal como o nome do lago Niassa, deriva de "água", ou seja, pode traduzir-se o seu nome como "Língua do Lago".

## Distribuição
O nianja é a língua nacional (o inglês é a oficial) da república do Maláui (sob o nome de chichewa, aportuguesado por Aurélio para cheua), uma das sete línguas africanas oficiais da Zâmbia, onde é falado maioritariamente na Província Oriental e em Lusaca. Também é falada em Moçambique, especialmente nas províncias do Niassa e de Tete, tal como no Zimbábue onde, segundo algumas estimativas, é a terceira língua africana mais falada, a seguir ao xona e ao andebele meridional. Na província da Zambézia, é falada principalmente no distrito fronteiriço de Milange, fronteira entre Moçambique e Maláui.

## História
O nianja tem a sua origem no Império Maravi, que dominou a maior parte do atual Maláui e parte de Moçambique e da Zâmbia desde o século XV ao século XVIII. A língua manteve-se dominante apesar da fragmentação do império e das invasões angunes, tendo sido adotada pelos missionários cristãos no início do período colonial.